# 黑管巢蛛
黑管巢蛛（学名：Clubiona nigra）为管巢蛛科管巢蛛属的动物。在中国大陆，分布于吉林、黑龙江等地。该物种的模式产地在吉林、黑龙江。其种加词“nigra”意为“黑色的，暗色的”。